# Exposição Universal de 1942
A Exposição Universal de 1942 seria uma Exposição Mundial planeada para ter lugar em Roma, mas que não chegou a realizar-se devido ao envolvimento da Itália na Segunda Guerra Mundial. Durante a preparação para o acolhimento, o governo construiu um novo bairro na zona sudoeste da cidade, denominado Esposizione Universale Roma, ou apenas EUR. Foram projectadas inúmeras referências à idade Antiga e Imperial de Roma, como a construção do Palazzo della Civiltà, um Coliseu cúbico, um obelisco a Guglielmo Marconi, e um Arco do Triunfo, que não chegou a ser construído, mas que foi utilizado na promoção da Feira, em cartazes.